# Howick (Sudafrica)
Howick è un centro abitato del Sudafrica, situato nella provincia del KwaZulu-Natal.